# Southwestern blot
Il Southernwester blot (interattomica) è un metodo per identificare le DNA-binding protein (proteine che legano DNA), basato sulla separazione elettroforetica delle proteine e successivo trasferimento su membrana. Usa una combinazione di Western e Southern blot, da cui il nome.
Passaggi:
1. un estratto proteico, in cui si presume esserci una DNA binding protein, viene separato su 2D PAGE isoelettrofocusing seguito da SDS/PAGE e successivamente elettrotrasferito su membrana;
2. il blot viene fatto rinaturare per rimuovere l'SDS e permette interazione DNA/proteina;
3. infine, il blot viene ibridizzato con una sonda radioattiva e processato come al solito rimuovendo la sonda non legata o in eccesso, mediante lavaggi.

Il legame DNA/proteina viene rilevato con l'eventuale ottenuto con sistemi di rilevazione del segnale della sonda marcata (autoradiografia, chemioluminescenza).
Dunque, southwestern blot indicano presenza di proteine capaci di legare una sequenza data, fornendo contempo, informazioni sul loro punto isoelettrico e peso molecolare.